# Heinrich Moller

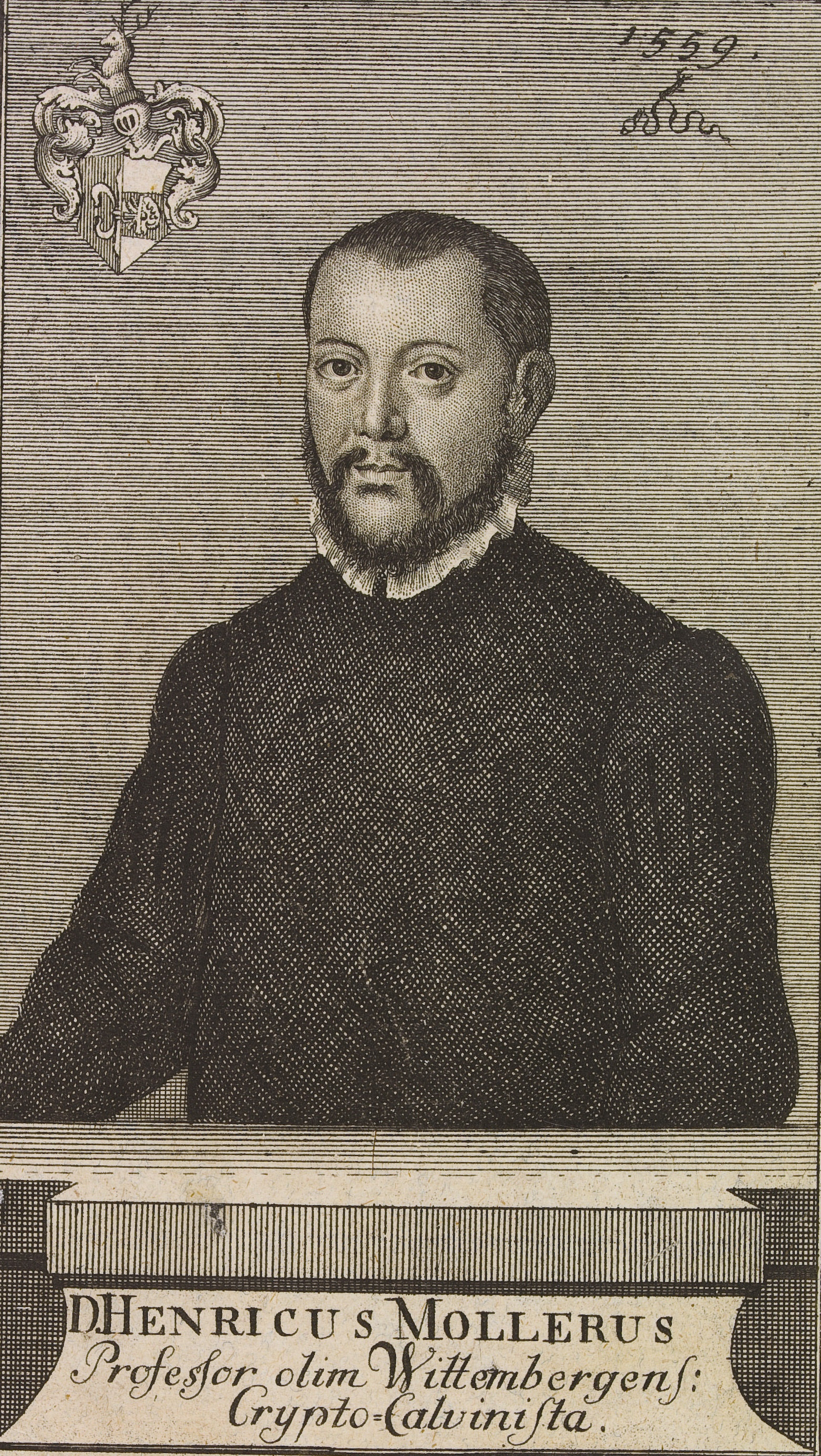

Heinrich Moller (auch Henricus Möller oder  Henrich Müller; * 12. April 1530 in Hamburg; † 26. November 1589 ebenda) war ein deutscher evangelischer Theologe.

## Leben
Heinrich wurde als Kind des Hamburger Ratsherrn Joachim Moller der Ältere und dessen Ehefrau Anna, der Tochter des Hamburger Ratsherrn Joachim Nigel, als Mitglied in die berühmte Hamburger Familie Moller vom Hirsch geboren. Nach anfänglich schulischer Ausbildung in seinem Geburtsort immatrikulierte er sich am 14. Juni 1546 an der Universität Wittenberg. Dabei kam er mit Philipp Melanchthon in Kontakt, der ihn vor allem zu seinen bevorzugten Studien der orientalischen Sprachen anleitete. Im darauffolgenden Jahr immatrikulierte er sich an der Universität Rostock. Wieder in Wittenberg erwarb er sich am 24. Februar 1551 den akademischen Grad eines Magisters der Philosophie und wurde am 7. Juli 1554 in den Lehrkörper der philosophischen Fakultät rezipiert. Da er jedoch keine feste Anstellung als Professor fand, übernahm er im Mai 1559 eine Hofmeisterstelle beim Grafen von Nassau. Auf Bemühen Melanchthons erhielt Moller, nachdem Paul Eber seine Professur für Hebräisch an der philosophischen Fakultät niedergelegt hatte, an der Universität Wittenberg 1560 die Stelle als Professor der hebräischen Sprache und wurde durch eine höhere Besoldung dazu verpflichtet, auch „mit der heiligen Schrift zu lesen“. An der philosophischen Fakultät übernahm er 1562 das Dekanat und bekleidete 1573 das Rektorat der Akademie sowie 1565 das gleichbedeutende Prorektorat. Zudem wurde er 1573 auch Assessor am Wittenberger Konsistorium.
Moller zog es zu den theologischen Studien, er ist als Theologe bereits 1561 aufgeführt und las über die kleinen Propheten aus dem Urtext der Bibel. Nachdem er am 14. Dezember 1569 Aufnahme in Theologische Fakultät gefunden hatte, war die philosophische Lehrstelle in die theologische Fakultät verlegt worden. Am 11. Mai 1570 wurde er gemeinsam mit Caspar Cruciger dem Jüngeren, Christoph Pezel, Johannes Bugenhagen dem Jüngeren, Friedrich Widebram und Nikolaus Selnecker zum Doktor der Theologie promoviert. Von nun an erschlossen sich ihm Möglichkeiten an der damals höher bewerteten Fakultät.
Als 1574 auf dem nach Torgau einberufenen Landtag die Auseinandersetzungen zwischen Philippisten und Gnesiolutheranern durch die Torgauer Artikel zugunsten der letzteren entschieden wurden, verweigerte Moller mit anderen Philippisten die Unterzeichnung. Er wurde daraufhin in Wittenberg, Torgau und Leipzig inhaftiert und schließlich aus Kursachsen ausgewiesen. Am 8. August 1574 ging er nach Hamburg zurück und trieb neben theologischen auch medizinische Studien. Dies versetzte ihn in die Lage, als Arzt zu arbeiten, welche Tätigkeit er bis zu seinem durch einen Schlaganfall verursachten Tod ausübte.

## Familie
Moller hatte sich 1560 in Hamburg mit Margarethe Cordes verheiratet. Aus der Ehe stammen Kinder: Von diesen kennt man:
1. To. Gebrecht Moller (~ 5. Dezember 1561 in Wittenberg)
2. So. Heinrich Moller (~ 7. Februar 1563 in Wittenberg; † jung)
3. So. Joachim Moller (~ 24. April 1564 in Wittenberg; † Danzig) immat. 1573 Uni. Wittenberg
4. So. Matthäus Moller (~ 9. September 1566 in Wittenberg) immat. 1573 Uni. Wittenberg, Arzt in Ostfriesland
5. So. Johann Moller (~ 18. November 1567 in Wittenberg; † Emden) immat. 1573 Uni. Wittenberg, wurde Mediziner
6. So. Heinrich Moller (~ 11. März 1570 in Wittenberg; † 28. November 1640 in Herborn) immat. 1573 Uni. Wittenberg, wurde 1611 Professor für Literatur in Herborn, verh. mit Catharina Hoen († 23. Januar 1669 in Herborn), die Tochter des Andreas Jacob Hoen und der Margarethe Stoever
7. So. Eberhard Moller (~ 6. März 1571 in Wittenberg; † ertrank vor Bremen) immat. 1573 Uni. Wittenberg
8. So. Theoderich Moller (~ 26. August 1572 in Wittenberg) immat. 1573 Uni. Wittenberg
9. So. Osajas (Josias) Moller (~ 8. Oktober 1574 in Wittenberg; † 1589 in Hamburg)
10. So. Dietrich Moller († in La Rochelle, jung)
11. To. Margaretha Moller  († Dezember 1615 in Hamburg) verh. 20. Juli 1601 in Hamburg mit dem Ratsherrn und Bürgermeister in Hamburg Joachim Clan (auch: Claen Klaen; 1566–1632)